# Gregorio Marañón
Gregorio Marañón y Posadillo (Madrid, 19 de mayo de 1887-Madrid, 27 de marzo de 1960) fue un médico, científico, historiador, político, escritor y pensador español, perteneciente a la generación de 1914, cuyas obras en los ámbitos científico e histórico tuvieron relevancia internacional. Durante cuarenta años dirigió la cátedra de Endocrinología en el Hospital Central de Madrid y fue uno de los protagonistas del nacimiento de la endocrinología española. Fue académico de número de la Real Academia Española, de la de la Historia, de las Bellas Artes, de la de Medicina y de la de Ciencias Exactas, Físicas y Naturales). Junto a Ortega y Gasset y Pérez de Ayala, fundó la Agrupación al Servicio de la República, aunque criticó posteriormente la incapacidad de la Segunda República para aunar a todos los españoles.

## Biografía
Era hijo de Manuel Marañón y Gómez-Acebo, oriundo de Santander, y de su esposa María del Carmen Posadillo Vernacci, natural de Cádiz. Nació en Madrid el 19 de mayo de 1887, ciudad donde falleció el 27 de marzo de 1960. Fue el cuarto de siete hermanos, de los que uno de ellos, gemelo suyo, murió al nacer. Desde niño trató a amigos de su padre de gran relevancia en la época como Benito Pérez Galdós, José María de Pereda o Marcelino Menéndez Pelayo. 
Inició sus estudios de Medicina el curso 1902-03 en la Facultad madrileña de San Carlos bajo la enseñanza de profesores como Ramón y Cajal, San Martín, Manuel Alonso Sañudo, Madinaveitia y Olóriz. Siendo aún estudiante publicó sus primeros artículos en la Revista Clínica de Madrid. En 1909, siendo aún estudiante, obtuvo el Premio Martínez Molina otorgado por la Real Academia de Medicina y en 1910 obtuvo el Premio Extraordinario de licenciatura y viajó a Alemania pensionado por el Ministerio de Instrucción Pública. A su regreso publicó La quemoterapia moderna según Ehrich. Tratamiento de la sífilis por el 606 y sus primeros trabajos sobre la enfermedad de Addison.
En 1911 elaboró su tesis doctoral La sangre en los estados tiroideos por la que obtuvo el Premio Extraordinario de doctorado. En dicho año se casó con María de los Dolores Moya y Gastón de Iriarte (hija del periodista Miguel Moya) con quien tuvo tres hijas y un hijo: María del Carmen; María de Belén; María Isabel, y Gregorio, primer marqués de Marañón.

Desde 1917 publicó artículos sobre cuestiones sociales y políticas ─no descuidando sus inquietudes médicas e investigadoras─ realizando largos viajes por España. En dicho año fue retratado por Sorolla, Zuloaga y más tarde por Benlliure, Barral, Solana, Benedito, Macho y Vázquez Díaz; siendo considerado una de las personalidades más admiradas y relevantes de España.

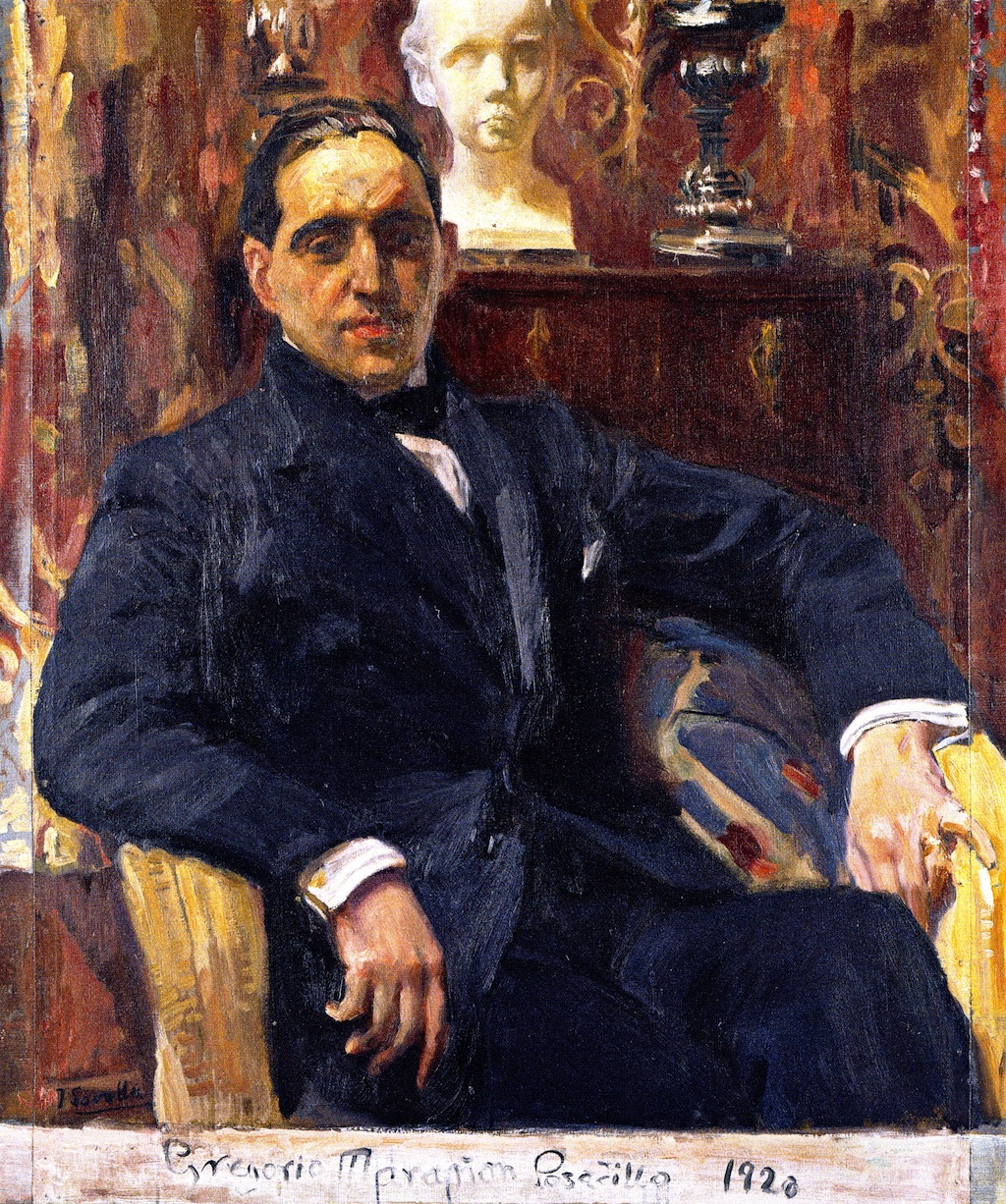
Retratado por Sorolla en 1920

En 1919 fue nombrado consejero de Sanidad y en 1920, de Instrucción Pública. En 1922 ingresa como académico numerario de la Real Academia de Medicina. En dicho año acompañó a Alfonso XIII en el famoso viaje a Las Hurdes escribiendo su manuscrito inédito "Viajes". 
Dentro de las corrientes culturales e intelectuales españolas se le enmarca en la generación del 14 siendo un defensor de los principios liberales. Se implicó tras la instauración de la dictadura de Miguel Primo de Rivera (1923) en la vida política española destacando su proximidad intelectual y personal con Miguel de Unamuno que, al ser éste cesado, hizo que se enfrentara con la dictadura. Diversos desacuerdos llevaron a su destitución como director del Hospital del Rey.
También destacó como uno de los promotores de la eugenesia en España durante los años 1920 y comienzo de los 1930. En esos años escribe diversos artículos relacionados con dichas ideas en revistas científicas de la época. Marañón fue ponente y la figura más destacada del primer Curso Eugénico Español inaugurado el 2 de febrero de 1928 en la Universidad Central de Madrid. El evento contó con la fuerte oposición de la Iglesia española, por lo que el dictador Primo de Rivera emitió un decreto el 2 de marzo y suspendió el curso.

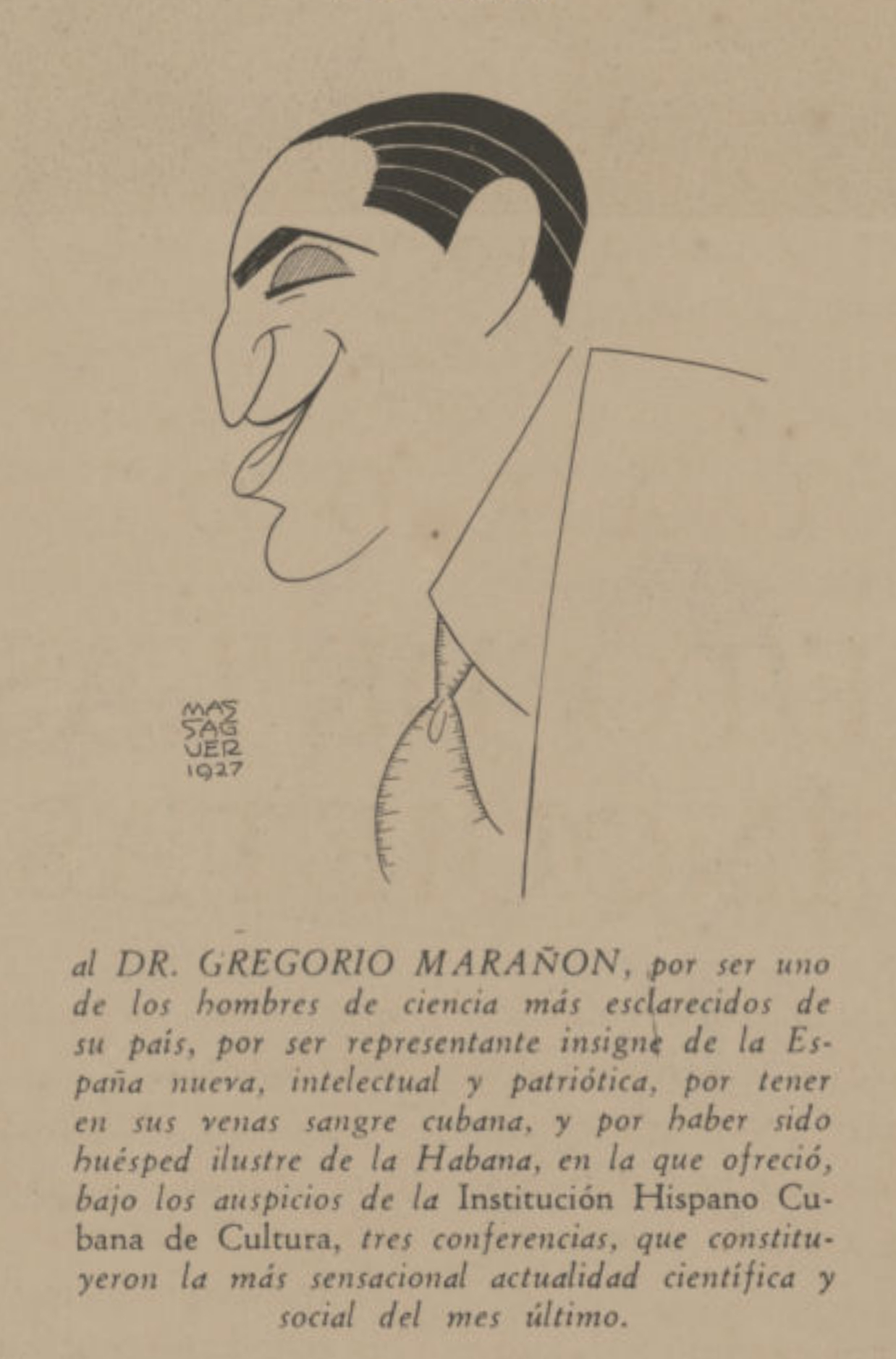
Caricaturizado en 1927 por Massaguer en la revista cubana Social

Hombre austero, humanista, y liberal, está considerado como uno de los más brillantes intelectuales españoles del siglo XX. Pedro Laín Entralgo destacó su estilo literario. Como otros intelectuales de la época, se implicó política y socialmente: fue médico del rey Alfonso XIII, combatió la dictadura de Primo de Rivera (condenado a un mes de cárcel) y se manifestó crítico con el comunismo.[¿cuándo?] Apoyó en un primer momento la Segunda República, como uno de los fundadores —junto a Ortega y Gasset y Pérez de Ayala— de la Agrupación al Servicio de la República, aunque no tardó en criticar a la República por su incapacidad para aunar a todos los españoles. Como parlamentario de las Cortes de la República ha sido caracterizado por su inactividad en el escaño. Fue nombrado doctor honoris causa por la Universidad de La Sorbona en 1932, miembro de la Real Academia de la Historia y de la Real Academia de Ciencias Exactas, Físicas y Naturales en 1934.
La tarde del 17 de julio de 1936, un día antes del inicio de la guerra civil española, salió junto a su esposa del aeropuerto de Madrid rumbo a Lisboa. Estuvo refugiado en la Legación Polaca de Madrid de donde a mediados de diciembre de 1936 partió hacia París. Tras varios viajes por Latinoamérica regresó a España en otoño de 1942 incorporándose en 1944 al puesto de médico de la Beneficencia Provincial de Madrid y en 1946 retomó su cátedra de Endocrinología. Su elección como numerario de la Real Academia de Bellas Artes de San Fernando en 1953 supuso un reconocimiento a su aportación a las ciencias, las artes y las letras durante toda su vida.

## Trayectoria
Posiblemente después de alejarse de Madrid —en torno a enero de 1937— y ante la requisitoria de su opinión sobre la España republicana, Marañón expresó en una reunión de intelectuales franceses lo siguiente:

No hay que esforzarse mucho, amigos míos; escuchen ustedes este argumento: el ochenta y ocho por ciento del profesorado de Madrid, Valencia y Barcelona [las tres universidades que, junto a la de Murcia, habían quedado en manos de los republicanos] ha tenido que huir al extranjero, abandonar España, escapar a quien más pueda. ¿Y saben ustedes por qué? Sencillamente porque temían ser asesinados por los rojos, a pesar de que muchos de los intelectuales amenazados eran tenidos por hombres de izquierda.

En el artículo titulado Liberalismo y comunismo, publicado en Revue de Paris el 15 de diciembre de 1937, manifestó con claridad su cambio de posición respecto de la Segunda República:

[...] En la historia hay una cosa absolutamente prohibida: el juzgar lo que hubiera sucedido de no haber sucedido lo que sucedió. Mas lo que no admite duda es que las profecías de las derechas extremas o monárquicas que se oponían a la República se realizaron por completo: desorden continuo, huelgas inmotivadas, quema de conventos, persecución religiosa, exclusión del poder de los liberales que habían patrocinado el movimiento y que no se prestaban a la política de clases; negativa a admitir en la normalidad a las gentes de derecha que de buena fe acataron el régimen, aunque, como es natural, no se sintieran inflamadas de republicanismo extremista. El liberal oyó estas profecías con desprecio suicida. Sería hoy faltar inútilmente a la verdad el ocultarlo. Varios siglos de éxito en la gobernación de los pueblos —algunos aún no extinguidos, como los de las democracias inglesa y norteamericana— habían dado al liberal una excesiva, a veces petulante, confianza en su superioridad. La casi totalidad de las estatuas que en las calles de Europa y de América enseñan a las gentes el culto de los grandes hombres tienen escrito en su zócalo el nombre de un liberal. Cualquiera que sea el porvenir político de España, no cabe duda que en esta fase de su historia fue el reaccionario y no el liberal, acostumbrado a vencer, el que acertó.
Gregorio Marañón

Desde diciembre de 1936 hasta otoño de 1942, Marañón vivió fuera de España, en un exilio de hecho. De vuelta en España, si bien la dictadura —como hizo con otros intelectuales— utilizó su figura para mejorar su imagen exterior, en general el franquismo respetó su figura. Según el historiador Miguel Artola Gallego en 1987, «la mayor aportación política de Marañón fue sin duda haber levantado la bandera del liberalismo, de la libertad, en una época en que pocos o ninguno podían hacerlo», entendiendo por «liberalismo» lo contrario a una adscripción política determinada. A este respecto, el propio Marañón escribió:

Ser liberal es, precisamente, estas dos cosas: primero, estar dispuesto a entenderse con el que piensa de otro modo y, segundo, no admitir jamás que el fin justifica los medios, sino que, al contrario, son los medios los que justifican el fin. El liberalismo es, pues, una conducta y, por lo tanto, es mucho más que una política.
Marañón, prólogo de su libro Ensayos liberales, 1946

Tras la revuelta estudiantil de 1956, encabezó, junto a Menéndez Pidal, los primeros manifiestos que denunciaban desde el interior la situación política y solicitaban el regreso de los exiliados.

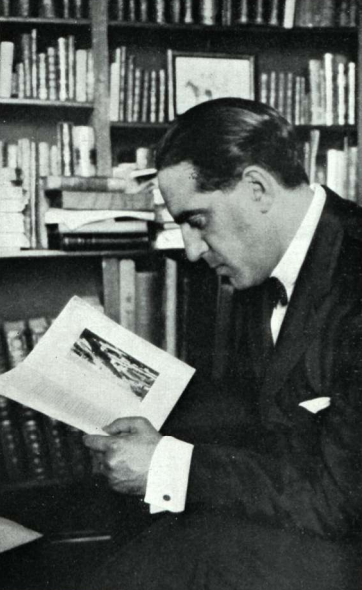
Gregorio Marañón en un rincón de su biblioteca (Caras y Caretas, 17 de enero de 1931)

Su contribución a la medicina se centró pronto en la endocrinología, de la que fue uno de sus precursores. En su primer año de licenciado (1909) publicó siete trabajos en la Revista Clínica de Madrid, de los que solo uno era de carácter endocrinológico, sobre la insuficiencia poliglandular endocrina. En 1910 publicó cinco trabajos, dos de ellos en endocrinología sobre la enfermedad de Addison. En los años siguientes, su interés por la endocrinología aumentó. Solamente en 1930 publicó su Endocrinología (Madrid: Espasa-Calpe) y treinta títulos más en revistas científicas sobre esa especialidad, de los cuales la mitad fueron trabajos como único autor, todo lo cual destaca en el marco de las circunstancias político-históricas en las que Marañón estaba directa o indirectamente involucrado.
En el campo de la ética moral del médico, se mantuvo coherente a lo largo de toda su trayectoria, con los valores católicos, y durante la Segunda República se mostró contrario a los métodos anticonceptivos artificiales y a la educación sexual en la infancia por parte del Estado, postulando que tal tarea correspondía a los padres.
Se hizo eco de la corriente internacional eugenésica que existía en el campo científico y político en las décadas de 1920 y 1930, participando en las Primeras Jornadas Eugénicas (1933). Los planteamientos teóricos eugenésicos de Marañón partían fundamentalmente de la alta mortalidad infantil y de los malos cuidados que padecían muchos niños en la España de los años 1920. Respecto a los medios para regularlo —sin entrar en contradicción con la moral católica— abogó por la educación y depositando finalmente en la conciencia individual, la decisión última.
Escribió el primer tratado de medicina interna en España, junto con el doctor Hernando, y su libro Manual de diagnóstico etiológico (1946) fue uno de los libros de medicina más difundidos en todo el mundo por su enfoque en el estudio de las enfermedades y por sus inéditas aportaciones clínicas.[cita requerida]
Además de su dedicación intensa a la medicina, escribió sobre temas muy diversos:

Yo escribo sobre lo que se me ocurre porque quiero. Me place hacer uso de la facultad que Dios nos ha dado a los hombres de contemplar y comentar el espectáculo maravilloso de la vida tal como es, en su vasta plenitud.
Gregorio Marañón

En la década de 1930 publicó sus primeros ensayos históricos con especial atención en el género biográfico. Así, fundó lo que se denominó «psicohistoria». Así, en obras como Ensayo biológico sobre Enrique IV de Castilla y su tiempo (1930), Amiel. Un estudio sobre la timidez (1932), Las ideas biológicas del padre Feijoo (1934), El Conde-Duque de Olivares. La pasión de mandar (1936) o Tiberio. Historia de un resentimiento (1939), analizó diversas facetas del comportamiento humano: la timidez en Amiel, la pasión por el poder en El Conde Duque de Olivares, la impotencia y el resentimiento en Tiberio, la intriga y la traición política en Antonio Pérez —uno de los hacedores de la leyenda negra española—. Ya en 1924 había publicado Notas para la biología de Don Juan (Revista de Occidente, n.º 7, Madrid, enero 1924) –también como Psicopatología del donjuanismo (Anales de RANM, Vol. 44, Madrid, 1924, pp. 692 ss.; El Siglo Médico, Madrid, 1 de marzo de 1924; Archivos de Medicina, Cirugía y Especialidades, Vol. 14, n.º 8, Madrid, pp. 321-344). En esos trabajos, y en sus Tres Ensayos sobre la vida sexual (1926), desmitificaba al donjuanismo como arquetipo de virilidad.

Fue admitido y colaboró en cinco de las ocho Reales Academias españolas.

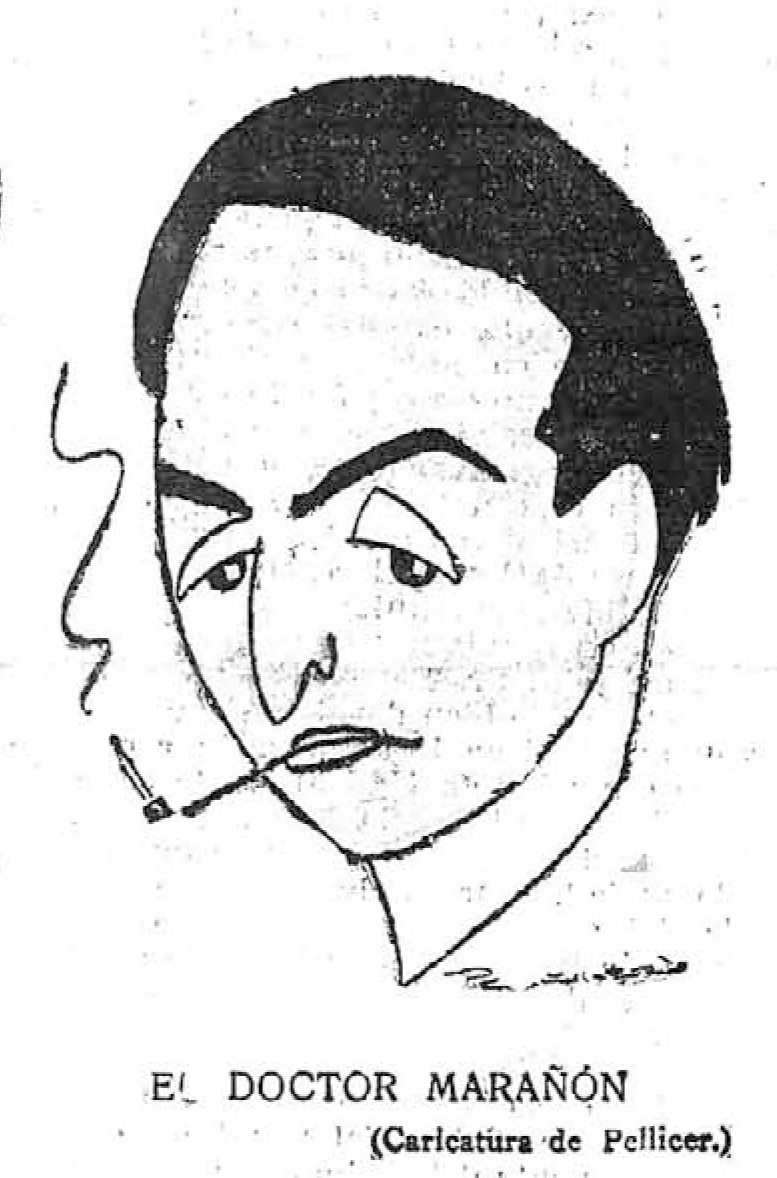
Caricaturizado en 1925 por Pellicer

La huella de Marañón es, en palabras de Ramón Menéndez Pidal, «imborrable» tanto en el plano de la ciencia como en quienes lo trataron. Pedro Laín Entralgo definió su figura como «poliédrica», distinguiendo hasta cinco personalidades distintas y complementarias: el Marañón médico, el escritor, el historiador, el moralista y el español. Respecto a su vertiente moralista se podría definir aún más en su condición de «cristiano»; de hecho, en toda su prolífica obra son constantes las referencias a Dios, así como las muestras públicas de su fe, por lo que parece con clara intencionalidad testimonial. En relación con esto, declararía en una entrevista: «Si tuviera que reducir mi biblioteca a tres libros dejaría la Biblia, el Quijote y un buen libro de versos».
O en alusión a su homólogo científico: «Pasteur, el hombre de ciencia representativo, el hombre que dedicó toda su energía a la investigación de la materia y el origen de la vida, no solo fue un idealista, sino también un católico practicante, fervoroso y sencillo. ¡Qué gran lección esta para las generaciones de investigadores actuales, educados en un materialismo impenitente! La verdad es que tenemos el deber de oírla; que no hay razón para poner un gesto admirativo ante la labor investigadora de Pasteur y un gesto de indiferencia ante ese rasgo de su espiritualidad, tan íntimamente ligada a su obra entera».
Fue médico de la Casa Real y de numerosísimos personajes de la vida política, literaria y social de España. Pero por encima de todo fue «médico de beneficencia» —o de atención a los pobres— del Hospital Provincial de Madrid, hoy Hospital General Universitario Gregorio Marañón, donde en 1911 fue adscrito a su petición al servicio de enfermedades infecciosas. Junto con este, el mayor hospital de Madrid, hoy también llevan su nombre numerosas vías públicas e instituciones educativas de toda España.

## Anécdotas
De la humanidad de Marañón nos llega esta anécdota que el doctor Marius Foz ilustró en su opinión de que la nueva tecnología no debe deshumanizar la asistencia. Cuenta que preguntaron al doctor cuál era la innovación más importante de los últimos años. Gregorio Marañón se quedó un momento pensativo y respondió: 

La silla. La silla que nos permite sentarnos al lado del paciente, escucharlo y explorarlo.
Gregorio Marañón

## Marañón y Toledo
Marañón llega a Toledo de la mano de Benito Pérez Galdós, amigo y contertulio de su padre durante los veranos santanderinos. Con él visitó la ciudad de niño; y ya en 1921, siendo un médico de renombre, adquirirá el Cigarral de Menores, donde, según propia confesión, pasó las mejores y más fructíferas horas de su vida. Desde su exilio en París, en 1941 escribe la obra “Elogio y nostalgia de Toledo”, donde profundiza en aspectos y figuras toledanistas como los conventos, el Tajo, Garcilaso o El Greco. Con su discurso “El Toledo de El Greco” ingresó en la Real Academia de Bellas Artes de San Fernando en 1956. Por su cigarral toledano pasaron muchas e importantes personalidades españoles y extranjeras como Federico García Lorca,Ramón María del Valle Inclán, Albert Einstein, Alexander Fleming y Charles de Gaulle, a quienes guiaba por la ciudad que tan a fondo conocía. Pocos días antes de morir, en marzo de 1960, regresó al cigarral para contemplar por última vez un atardecer toledano y pronunció su famosa frase de “Toledo, luz de mi vida”. La ciudad, a su vez, recuerda a su hijo adoptivo con un busto de Victorio Macho en la calle de Santo Tomé, donde acostumbraba a oír misa en la iglesia parroquial cada domingo.

## Fundación

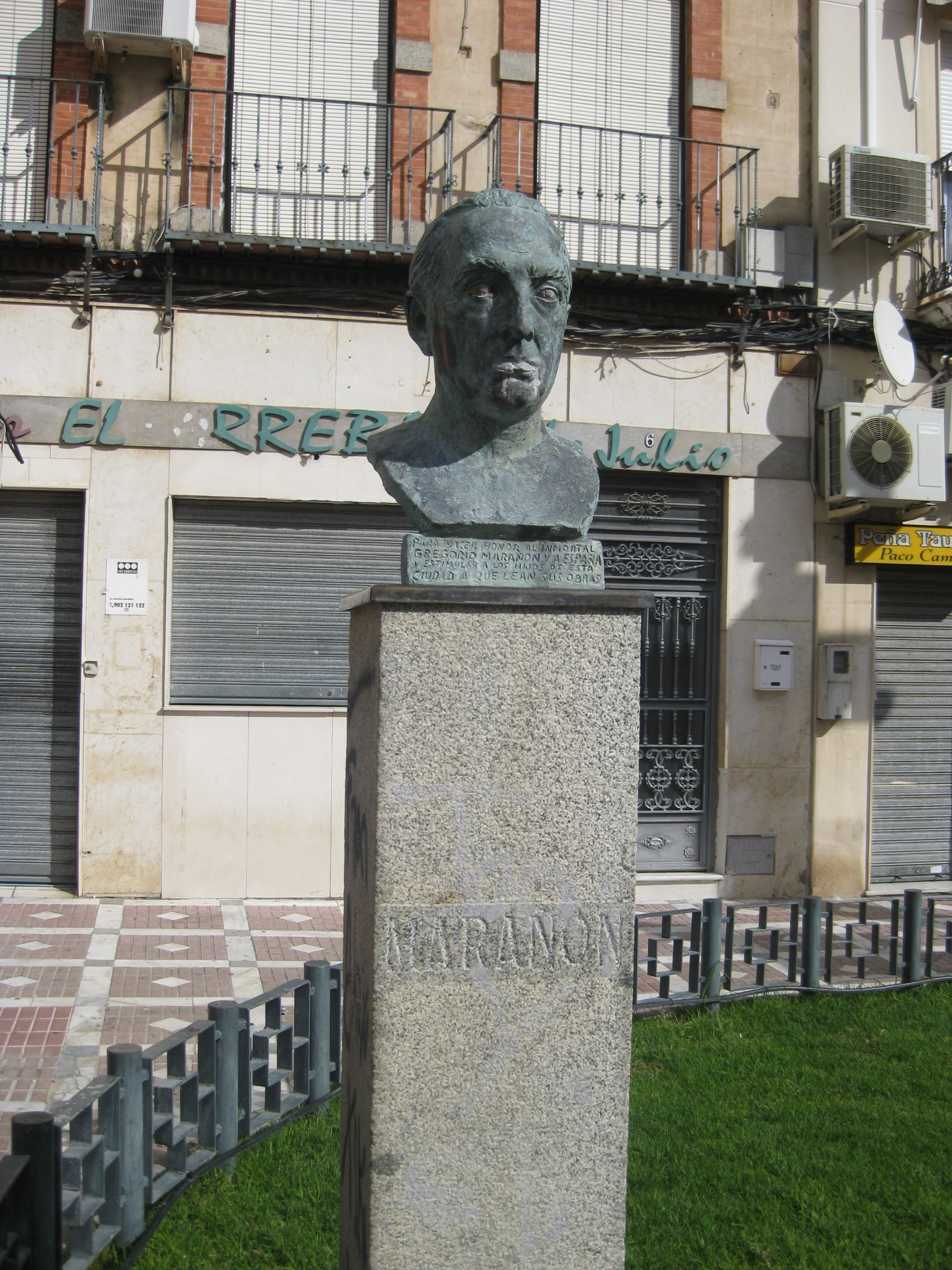
Monumento en la localidad jienense de Jódar en memoria de Marañón.

La Fundación Gregorio Marañón se fundó el 11 de noviembre de 1988, con los propósitos de «perpetuar el pensamiento y la obra del Dr. Marañón, difundir la alta magistratura de la medicina que ejerció y fomentar la investigación en los campos de la medicina y la bioética». También, «es tarea primordial de la Fundación la localización y recuperación de todos los documentos biográficos y bibliográficos para constituir un Fondo Documental a disposición de los estudiosos que deseen analizar y profundizar en la significación y vigencia del pensamiento y obra de Gregorio Marañón». Desde 1990 se celebra anualmente una Semana Marañón.
La Semana Marañón de 1999 se dedicó al tema de la emoción; la de 2000, celebrada en Oviedo, a Benito Jerónimo Feijoo, hoy, la de 2001 a la figura de don Juan; la de 2002, celebrada en el Complejo Hospitalario Universitario de Albacete, se dedicó a "La obra médica de Marañón",  la de 2006, celebrada en Valencia, a "Luis Vives: humanista español en Europa" y la de 2009 a "La tradición liberal".
El 9 de julio de 2010 la Fundación José Ortega y Gasset y la Fundación Gregorio Marañón se fusionaron, creando una única entidad: la Fundación José Ortega y Gasset-Gregorio Marañón, también conocida como Fundación Ortega-Marañón. Unos de sus centros es el Instituto de Humanidades y Ciencias de la Salud Gregorio Marañón.

## Ateneo de Madrid
El Ateneo de Madrid conmemoró el 50 aniversario del fallecimiento de Marañón, el 19 de octubre de 2010. En 1924 Marañón «había sido elevado al cargo del presidente del Ateneo por aclamación de los socios, que le consideraron su presidente legítimo, pero su presidencia fue de facto pues la dictadura de Primo de Rivera no permitió la sesión electoral. Tras la "junta facciosa", no reconocida por los socios, Marañón fue elegido presidente del Ateneo en marzo de 1930».

## Cronología

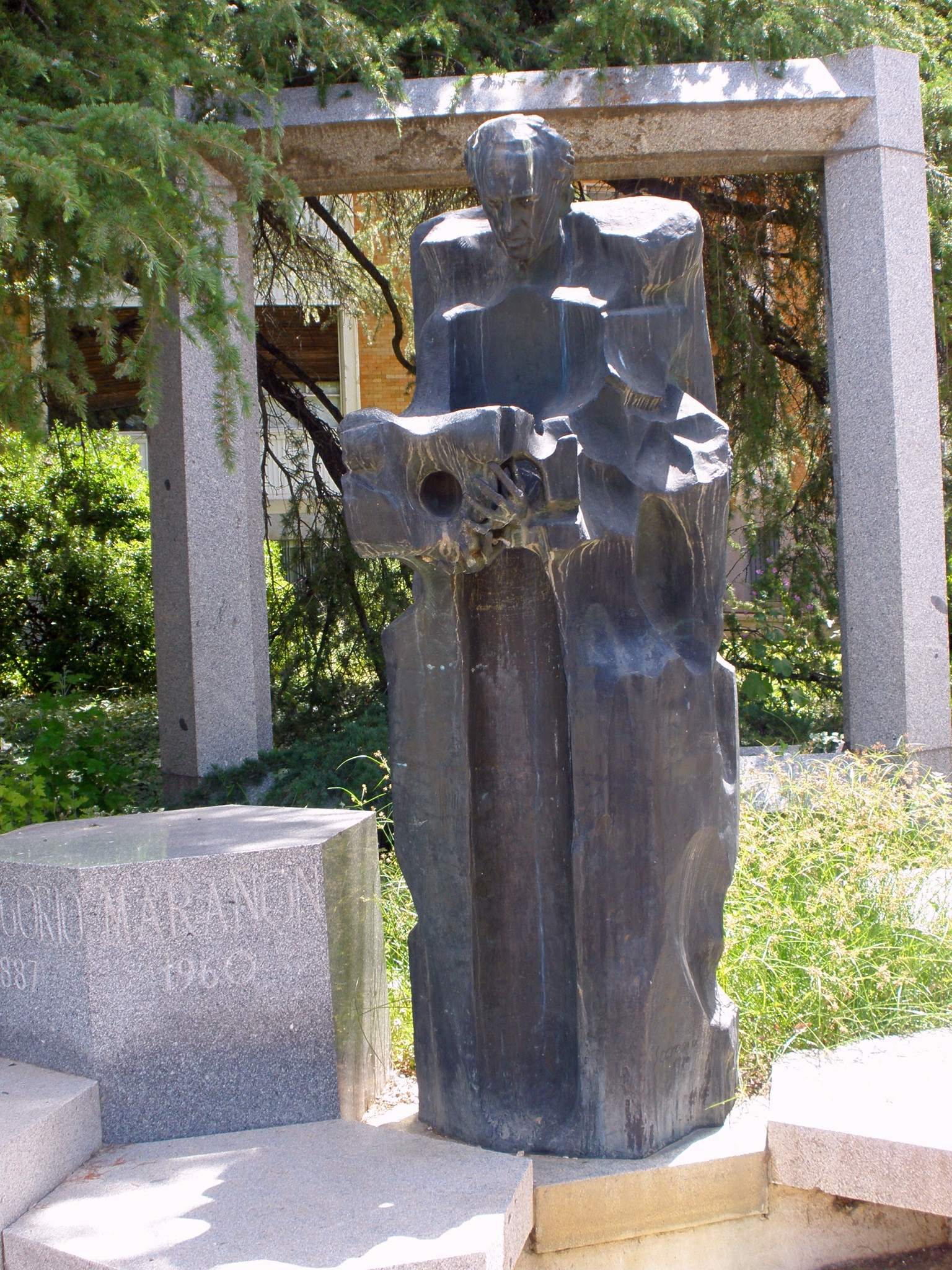
Monumento a Gregorio Marañón en la Ciudad Universitaria de Madrid

- 1908: licenciado en medicina en la Universidad Central de Madrid.
- 1910: doctorado en medicina. Realiza estudios de postgrado en Alemania.
- 1918: consecuencia de la epidemia de gripe que sufre España, viaja en comisión oficial a Francia. En el viaje conoce a Edward Babinski, Almroth Wright, Alexander Fleming y Harvey Williams Cushing.
- 1922: viaja a Las Hurdes (Extremadura) acompañando a Alfonso XIII en su célebre viaje. Adquiere el «Cigarral de Menores» (Toledo), casa de recreo donde pasaría muchas horas de su vida y escribiría buena parte de sus obras. Elegido miembro de la Real Academia Nacional de Medicina.
- 1924: elegido presidente del Ateneo de Madrid.
- 1926: es acusado de participar en la Sanjuanada de 1926 contra la dictadura de Miguel Primo de Rivera, por lo que se le condena a un mes de prisión y a una multa de 100 000 pesetas. Durante ese mes traduce El Empecinado visto por un inglés.

- 1927: viaje a Cuba[46] con el doctor Celedonio Calatayud.
- 1931: tras la caída de la dictadura, Marañón, José Ortega y Gasset y Ramón Pérez de Ayala firman un manifiesto con el título de «Agrupación al Servicio de la República», a la que luego se incorporaría Antonio Machado. El 14 de abril se celebra en casa de Marañón la histórica reunión entre Niceto Alcalá Zamora y el conde de Romanones donde se decidió la salida de Alfonso XIII al exilio y la proclamación de la Segunda República Española. En junio es elegido diputado por Zamora[47] a las Cortes Constituyentes. Protesta públicamente contra la quema de conventos. Nombrado catedrático de endocrinología de la Facultad de Medicina de Madrid.
- 1932: se disuelve la Asociación al Servicio de la República. Doctor honoris causa por La Sorbona de París.
- 1933: cofundador el 11 de febrero de 1933 de la Asociación de Amigos de la Unión Soviética.[48]
- 1934: elegido miembro de la Real Academia Española.
- 1936: elegido miembro de la Real Academia de la Historia. Comenzada la Guerra Civil y aterrado —al igual que sus antiguos compañeros de la extinta Agrupación al Servicio de la República, Ortega y Gasset y Pérez de Ayala— ante la represión que sucede en el Madrid de principios de guerra, consiguió huir de Madrid a finales de 1936, bajo pretextos inventados y no sin graves dificultades. Pasó entonces a residir en Francia, desde donde hizo repetidas y graves acusaciones contra los sucesivos Gobiernos republicanos, acusaciones que repitió de palabra y por escrito en el curso de varios viajes a Sudamérica.
- 1937: viaje a Uruguay, Argentina, Chile y Brasil.
- 1939: viaje a Perú, Bolivia, Argentina, Uruguay y Brasil. Es destituido de su cargo en el Hospital Provincial (que hoy lleva su nombre).
- 1942: obtiene el permiso para regresar a Madrid, donde establece su consulta privada.
- 1944: se reincorpora a su trabajo en el Hospital Provincial de Madrid (hoy Hospital General Universitario Gregorio Marañón).
- 1946: se reincorpora a su cátedra de endocrinología de la Facultad de Medicina. Doctor honoris causa de la Facultad de Medicina de Oporto (Portugal).
- 1947: elegido miembro de la Real Academia de Ciencias Exactas, Físicas y Naturales.
- 1956: elegido miembro de la Academia de Ciencias Morales y Políticas de Francia. Elegido miembro de la Real Academia de Bellas Artes de San Fernando.
- 1958: elegido presidente del Centro de Investigaciones Biológicas.
- 1959: doctor honoris causa por la Universidad de Coímbra.
- 1960: fallece en Madrid a la edad de setenta y dos años.

## Obras
Además de numerosos artículos, monografías científicas (más de 500) y prólogos de libros (llegó a redactar 220), escribió los siguientes libros:

### Medicina
| - La sangre en los estados tiroideos (1911) - Investigaciones anatómicas sobre el aparato paratiroideo del hombre (1911) - Las glándulas de secreción interna y las enfermedades de la nutrición (1913) - La doctrina de las secreciones internas. Su significación biológica y sus aplicaciones a la clínica (1915) - Manual de Medicina Interna (1916) - La edad crítica (1919) - Problemas actuales de la doctrina de las secreciones internas (1922) - Gordos y flacos (1926) - Tres ensayos sobre la vida sexual (1926) - Estados prediabéticos (1927) - El bocio y el cretinismo (1927) - El problema de las febrículas (1927) - Manual de enfermedades del tiroides (1929) - La diabetes insípida (1929) - Los accidentes graves de la enfermedad de Addison. Madrid, Morata.(1929). 79 pp. - Los estados intersexuales en la especie humana. Madrid, Morata. (1929). 262 pp. - El problema social de la infección (1929) - Amor conveniencia y eugenesia (1929) - Endocrinología (1930) | - La evolución de la sexualidad y los estados intersexuales. Madrid, Morata. (1930). 271 pp. - Estudios de fisiopatología sexual (1931) - Amiel. Un estudio sobre la timidez (1932) - Once lecciones sobre reumatismo (1933) - Los problemas clínicos de los casos fáciles (1937) - El climaterio de la mujer y del hombre (1937) - Estudios de endocrinología (1938) - Manual de las enfermedades endocrinas y del metabolismo (1939) - Estudios sobre Fisiopatología hipofisaria (1940) - Nuevos problemas clínicos de las secreciones internas (1940) - El diagnóstico precoz en endocrinología (1940) - Alimentación y regímenes alimentarios (1942) - Relatos de endocrinología (1944) - Manual de diagnóstico etiológico (1946) - Crítica de la Medicina dogmática (1950) - Diecisiete lecciones sobre reumatismo (1951) - El crecimiento y sus trastornos (1953) - La medicina y nuestro tiempo (1954) - Fisiopatología y clínica endocrinas (1955) |

### Historia
| - Ensayo biológico sobre Enrique IV de Castilla y su tiempo (1930) - Las ideas biológicas del Padre Feijoo (1934) - España y la historia de América (1935) - Vocación y ética (1936) - El Conde-Duque de Olivares. La pasión de mandar (1936) - Tiberio. Historia de un resentimiento (1939) - Tiempo viejo y tiempo nuevo (1940) - Don Juan. Ensayo sobre el origen de su leyenda (1940) - Luis Vives. Un español fuera de España (1942) | - Antonio Pérez. El hombre, el drama, la época (1947) - Españoles fuera de España (1947) - Los procesos de Castilla contra Antonio Pérez (1947) - Cajal. Su tiempo y el nuestro (1950) - El marqués de Valdecilla (1951) - Efemérides y comentarios (1955) - El Greco y Toledo (1957) - Los tres Vélez, una historia de todos los tiempos (1960, publicado en 1962) - Expulsión y diáspora de los moriscos españoles (manuscrito inédito encontrado en 1980 y publicado en 2004 por Santillana Ediciones) |

### Pensamiento
| - Biología y feminismo (1920) - Sexo, trabajo y deporte (1925) - Raíz y decoro de España (1933) - Vocación y ética (1935) - Psicología del gesto (1937) - Liberalismo y comunismo (1937) - Crónica y gesto de la libertad (1938) | - Elogio y nostalgia de Toledo (1941) - Vida e historia (1941) - Ensayos liberales (1946) - Españoles fuera de España (1947) - El alma de España (1951) - Las ideas biológicas del Padre Feijoo (1954) |